# Серньон
Серньо́н (фр. Cernion) — коммуна во Франции, находится в регионе Шампань — Арденны. Департамент — Арденны. Входит в состав кантона Рюминьи. Округ коммуны — Шарлевиль-Мезьер.
Код INSEE коммуны — 08094.
Коммуна расположена приблизительно в 185 км к северо-востоку от Парижа, в 95 км севернее Шалон-ан-Шампани, в 21 км к западу от Шарлевиль-Мезьера.

## Население
Население коммуны на 2008 год составляло 54 человека.
| 1962 | 1968 | 1975 | 1982 | 1990 | 1999 | 2008 |
| ---- | ---- | ---- | ---- | ---- | ---- | ---- |
| 48   | 56   | 58   | 55   | 51   | 46   | 54   |

## Экономика
В 2007 году среди 27 человек в трудоспособном возрасте (15—64 лет) 20 были экономически активными, 7 — неактивными (показатель активности — 74,1 %, в 1999 году было 60,0 %). Из 20 активных работали 18 человек (8 мужчин и 10 женщин), безработными были 2 женщины. Среди 7 неактивных 0 человек были учащимися или студентами, 4 — пенсионерами, 3 были неактивными по другим причинам.

## Фотогалерея
- Церковь Сен-Кантен
- Мэрия
- Памятник погибшим в Первой мировой войне
- Карта коммуны